# Бертолеони

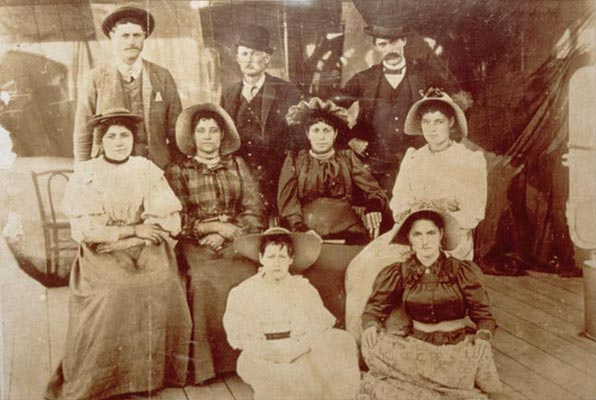
Фото семьи Карло Бертолеони, объявившего себя «Королём Таволары», крошечного острова около Сардинии. Семья Бертолеони были единственными жителями острова, где они занимались сельским хозяйством, разведением коз и рыболовством

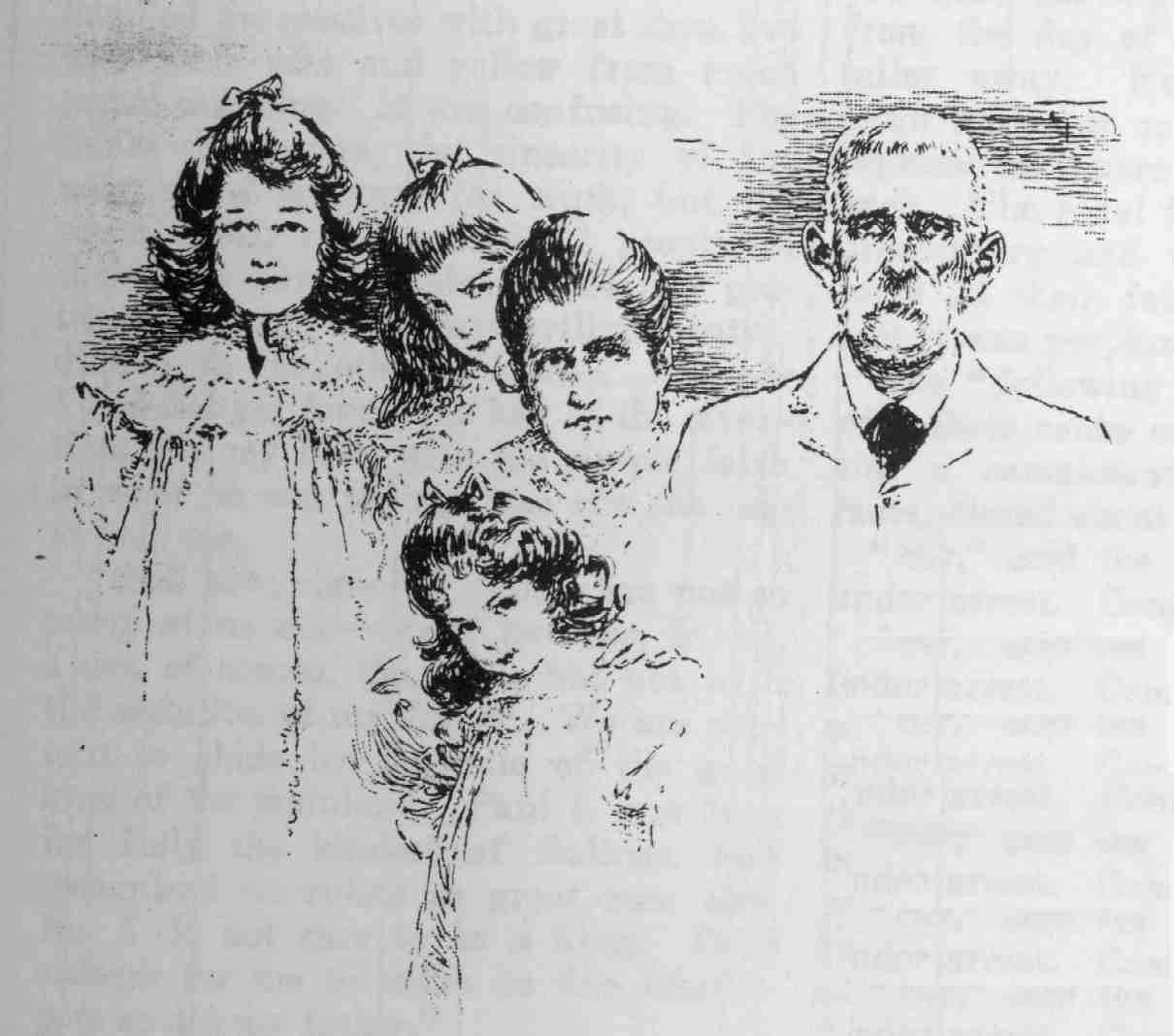
Король Карло I, его супруга Маддалена Фавале, и трое Леди Морей (Хале, 1904).

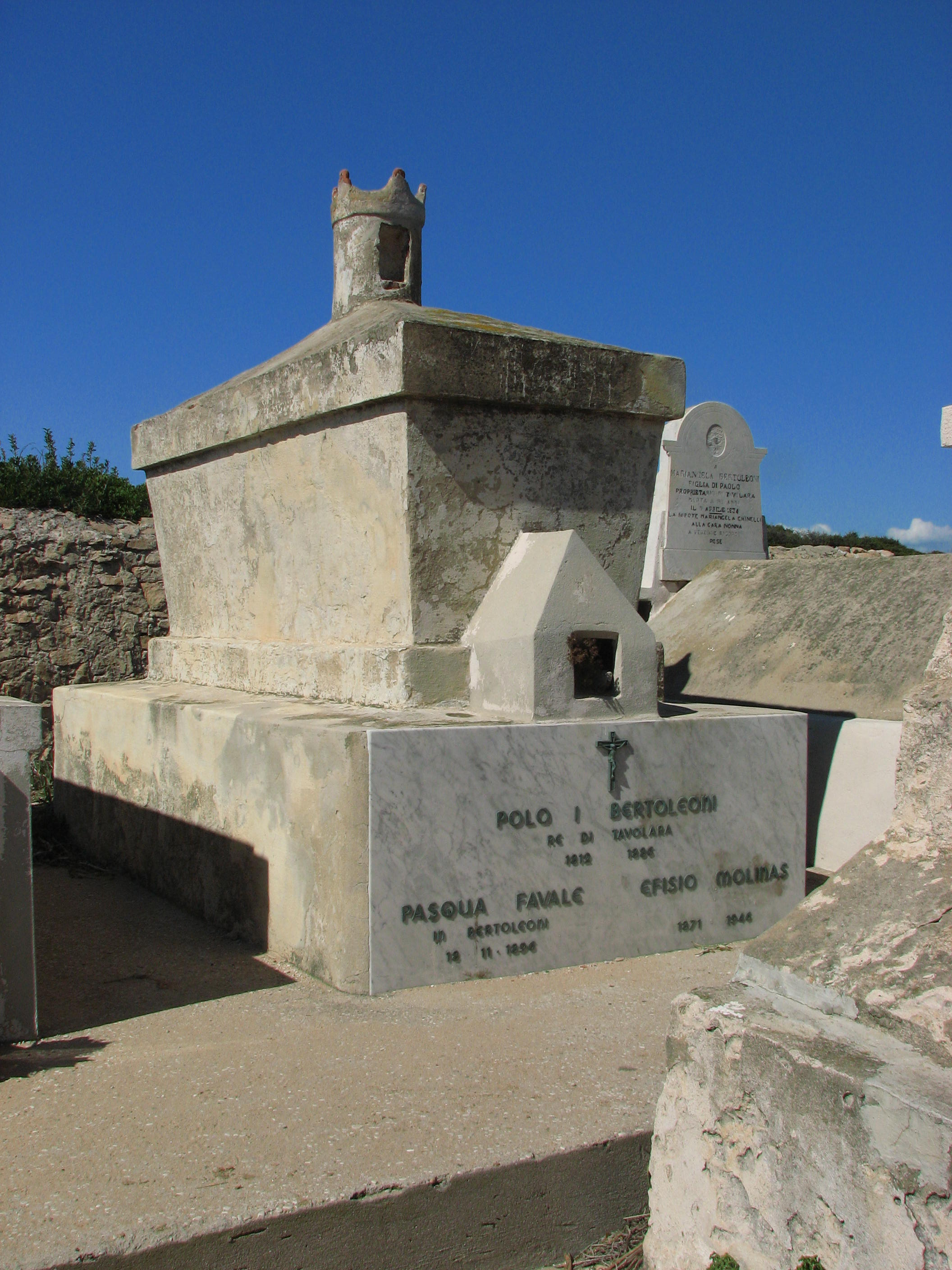
Могила королевской семьи: Паоло I и Пасквы Фавале

Бертолеони — королевская семья, которая с 1836 по 1934 год правила королевством Таволара. С 1934 года претендует на территорию острова Таволара, который де-факто вошёл в состав Италии, но не был ею аннексирован.
Карл Альберт, король Сардинии назначил Джузеппе Бертолеони королём Таволары в 1836 году, а также позволил старшему мужчине в семье носить титул «Принц», а следующим по старшинству членам семьи титулы Лорда Островов (Signor delle Isole) и Леди Морей (Signora del Mare).
Нынешний король — Тонино, итальянский подданный, содержащий ресторан Da Tonino на острове.

## Джузеппе (1836—1845)
Родившийся 20 декабря 1778, Джузеппе Целестино Бертолеони Поли был пастухом и единственным обитателем острова, вплоть до визита Карла Альберта. Он поразил короля своим образованием и был назначен королём острова, на который перевёз две своих семьи. Итальянское правительство пыталось преследовать его за двоежёнство, но титул не позволил. Передал королевство сыну Паоло в 1845 и умер в 1849. Происхождение Джузеппе неизвестно. Так как уровень его образования был выше, чем может быть у сардинского пастуха, имелись предположения, что он был бывшим членом общества Карбонариев, беглым французским аристократом или даже Людовиком XVII.

## Паоло I (1845—1886)
Сын Джузеппе Бертолеони и Лауры Орнано родился в 1815 году. В 1839 году он посетил короля Карла Альберта в Турине и добился статуса королевства для Таволары. В то время Джузеппе Гарибальди ассоциировался с семьёй Бертолеони, часто навещая родственников Паоло на островах Ла-Маддалена и Капрера.
После создания Итальянского Королевства в 1861 году Паоло сумел добиться официального признания Таволары у Виктора Эммануила II. В 1882 году король отошёл от дел из-за болезни, и до его смерти 30 мая 1886 года королевством управляла его жена Пасква Фавале в качестве регента. Некоторые газеты в то время написали, что на смертном одре король попросил о том, чтобы королевство умерло вместе с ним, став республикой. Эти сообщения были ошибочными.

## Карло I (1886—1927)
Сын Паоло I и Пасквы Фавале, родился в 1845 году. Летом 1900 года Таволару посетил миноносец HMS Vulcan. Его офицеры сделали несколько фотографий короля Карло I и его семьи, чтобы передать их в коллекцию портретов королевских семей королевы Виктории в Букингемском дворце. К 1904 году Карло стал королём только номинально, не имея желания править, он говорил: «Я не озабочиваюсь тем, чтобы быть королём. Мне достаточно делать ловушки для лобстеров также хорошо, как мой отец». Его убедили сохранить свой статус вплоть до своей смерти, которая, по данным разных источников, произошла 6 ноября 1927 года в Ольбии, либо 31 января 1928 года в Вентимилье.

## Короли из династии Бертолеони
- 1836—1845 гг. Джузеппе (Giuseppe) (20.12.1778—1849)
- 1845—1886 гг. Паоло I (Paolo I) (1815—30.05.1886), сын Джузеппе
- 1882—1886 гг. регент Пасква Фавале (Pasqua Favale), жена Паоло I
- 1886—1928 гг. Карло I (Carlo I) (1845—6.11.1927 либо 31.01.1928), сын Паоло I и Пасквы Фавале
- 1928—1934 гг. регент Марианджела (Mariangela) (1845—6.04.1934), дочь Паоло I и Пасквы Фавале
- 1928—1962 гг. Паоло II (Paolo II) (1897—2.12.1962), сын Карло I
- 1962—1993 гг. Карло II (Carlo II) (1931—май 1993), сын Паоло II
- 1993— н.в. Тонино (Tonino) (р. 1933), сын Паоло II